# Handkea
Handkea là một chi nấm trong họ Agaricaceae, thuộc bộ Agaricales. Năm 1989, nhà nghiên cứu người Đức, Hanns Kreisel đã miêu tả chi này, bao gồm cả các loài của chi nấm Calvatia dù có những đặc điểm sinh học khác nhau khi quan sát dưới kính hiển vi. Tuy được một vài học giả chấp nhận, nhưng sự sắp xếp loài của Hanns nhìn chung không được đa số các nhà khoa học đồng thuận.
Qua những nghiên cứu về phát sinh chủng loại học công bố năm 2008, Handkea có thể được phân vào một nhánh bên cạnh các loài của các chi khác như Lycoperdon, Vascellum, Morganella, Bovistella, và Calvatia.

## Danh sách các loài
- H. canadensis
- H. capensis
- H. excipuliformis
- H. fumosa
- H. hesperia
- H. lloydii
- H. lycoperdoides
- H. subcretacea
- H. utriformis
- H. wandae